# Koussanar
Koussanar est une localité du Sénégal, située dans le département de Tambacounda et la région de Tambacounda.
C'est le chef-lieu de l'arrondissement de Koussanar depuis la création de celui-ci par un décret du 10 juillet 2008.

## Jumelage
Saint-Cyr-sur-Loire (France)